# Teijin
Teijin, «Тэйдзин» — японская химическая компания, производитель синтетических волокон и фармацевтической продукции.

## История
Компания была основана в 1918 году под названием Teikoku Jinzo Kenshi Company (Имперская компания искусственного шёлка); первоначально занималась производством вискозы и была дочерней структурой крупной торговой компании Suzuki Shoten. К 1936 году Япония стала крупнейшим в мире производителем вискозы, а Teikoku Jinzo Kenshi — крупнейшей компанией в этой отрасли. Во время Второй мировой войны производство вискозы почти прекратилось, но начало быстро расти в конце 1940-х и начале 1950-х годов. В 1958 году компания начала производство полиэстера по лицензии, купленной у Imperial Chemical Industries, с 1959 года — акриловое волокно, с 1963 года — нейлон. Новые материалы быстро начали вытеснять вискозу, и в 1962 году компания сменила название на Teijin. Во второй половине 1960-х годов компания начала развивать нефтехимическое производство, в первую очередь сырья для синтетических волокон, а также были созданы дочерние компании в таких отраслях, как фармацевтика, производство строительных материалов, продовольствия, косметики и нефтедобычи (в Иране, Нигерии и Индонезии). В 1960-х и 1970-х годах были открыты филиалы на Шри-Ланке, Тайване, в Корее, Таиланде, Филиппинах, Вьетнаме, Бразилии и Австралии.
В 1977 году компания впервые понесла убыток, в следующие пять лет были проданы или ликвидированы большинство непрофильных дочерних структур, сокращена на треть численность персонала. Основным продуктом 1980-х годов для компании была полиэфирная основа для магнитной ленты, также значительную прибыль приносило фармацевтическое подразделение. В 1993 году было создано совместное предприятие в Италии TMI Europe (с Itochu Corporation и Mantero Seta). Также было создано совместное предприятие с DuPont, включавшее заводы по производству полиэстера в Японии, США, Великобритании, Люксембурге, Нидерландах, Индонезии и Гонконге. В октябре 1999 года в Сингапуре начал работу крупный завод компании по производству поликарбонатов (основы лазерных дисков). В 2000 году была куплена компания Toho Tenax, второй крупнейший в мире производитель углеродного волокна. В 2001 году была куплена нидерландская компания Twaron Products, один из двух крупнейших в мире производителей арамидов.

## Деятельность
Основные подразделения по состоянию на март 2021 года:
- Материалы — арамиды, углеродное волокно, поликарбонаты, композитные материалы; 26 % выручки.
- Здравоохранение — лекарственные препараты и медицинские услуги; основной препарат — средство от подагры Фебурик (Febuxostat[англ.]); 13 % выручки.
- Неосновные направления — информационные технологии (комиксы в электронном формате Mecha Comic), текстиль, проектирование и строительство предприятий; 45 % выручки.